# Pachyneuron chilocori
Pachyneuron chilocori är en stekelart som beskrevs av Domenichini 1957. Pachyneuron chilocori ingår i släktet Pachyneuron och familjen puppglanssteklar.
Artens utbredningsområde är Italien. Inga underarter finns listade i Catalogue of Life.